# Gamochaeta deserticola
Gamochaeta deserticola là một loài thực vật có hoa trong họ Cúc. Loài này được Cabrera mô tả khoa học đầu tiên.